# Mitrovica Norte
Mitrovica Norte  (en serbio: Severna Mitrovica, cirílico serbio: Ceвepнa Митровица, albanés: Mitrovica e Veriut o Mitrovicë Veriore) es una ciudad y municipio situada en el distrito de Mitrovica en Kosovo. En 2015, tenía una población de 29 460 habitantes. Cubre un área de 11 km².
Mitrovica Norte es una parte de Kosovo del Norte, una región con una mayoría étnica serbia que funciona en gran parte de forma autónoma con respecto a la mayoría étnica albanesa de la República de Kosovo. El municipio se estableció en 2013 después de la crisis del norte de Kosovo. Anteriormente era un asentamiento de la ciudad de Kosovska Mitrovica, dividida por el río Ibar. Después del Tratado de Bruselas de 2013, se acordó que el municipio fuera el centro administrativo de la Comunidad de Municipios Serbios.

## Historia
La ciudad era oficialmente parte de Mitrovica, hasta su separación oficial en 2013. La separación se produjo como resultado de la crisis de Kosovo del Norte, después de la declaración de independencia de Kosovo de Serbia en febrero de 2008. La municipalidad fue reconocida por el Gobierno de Kosovo en 2013 antes de las elecciones locales de Kosovo.
La ciudad fue la capital de facto de la región de Kosovo del Norte, que rechaza las instituciones de la República de Kosovo. Por lo tanto, los serbios locales formaron la Asamblea Comunitaria de Kosovo y Metojia, con el apoyo solo de Serbia. Sin embargo, con la firma del Tratado de Bruselas de 2013 entre los gobiernos de Kosovo y Serbia, Serbia abandonó oficialmente su apoyo a la asamblea, acordando crear una nueva Comunidad de Municipios Serbios, una asociación de municipios con mayoría serbia en Kosovo. Esta asamblea no tendrá autoridad legal y las autoridades judiciales se integrarán en el marco legal de Kosovo.

## Demografía
Según las estimaciones de 2011 del Gobierno de Kosovo, Mitrovica del Norte tenía 3393 hogares y 12 326 habitantes. En el informe de 2015 de la OSCE, la población del municipio de Mitrovica Norte era de 29 460 habitantes.

### Grupos étnicos
La mayoría del municipio de Mitrovica Norte está compuesto por serbios de Kosovo con más de 22 530 habitantes (76,4%). Además, 4900 (16.6%) son albaneses de Kosovo y 2000 personas más pertenecen a otras etnias.
Composición étnica del municipio de Mitrovica Norte, incluidos los desplazados internos:
| Grupo étnico | 2015   |
| ------------ | ------ |
| Serbios      | 22,530 |
| Albaneses    | 4,900  |
| Bosniacos    | 1,000  |
| Goraníes     | 580    |
| Turcos       | 210    |
| Romaníes     | 200    |
| Ashkali      | 40     |
| Otros        | -      |
| Total        | 29,460 |

## Cultura y educación
Mitrovica del Norte es el centro político, cultural, educativo y sanitario más importante para los serbios de Kosovo. Es la zona más grande de Kosovo donde los serbios forman la mayoría étnica. La Universidad de Pristina se encuentra en la ciudad, ya que se trasladó de Pristina a Mitrovica durante la guerra de Kosovo. En 2013, después de las elecciones de noviembre en Kosovo, Mitrovica Norte se convirtió oficialmente en un municipio separado.

## Deportes
El FK Trepča y el Rudar Kosovska Mitrovica son los dos clubes de fútbol que se radican en esta parte de la ciudad. El FK Trepča juega en la Srpska Liga, la tercera división del fútbol en Serbia, mientras que el FK Rudar Kosovska Mitrovica juega en la Primera Liga de Kosovo del Norte, quinto nivel del fútbol serbio.